# Tuta (E-Mail-Software)
Tuta (bis November 2023: Tutanota) ist eine quelloffene und Ende-zu-Ende-verschlüsselnde E-Mail-Software und ein sicherer E-Mail-Dienst mit Freemium-Geschäftsmodell. Software und Dienst werden vom Unternehmen Tutao GmbH entwickelt und verwaltet, das seinen Geschäftssitz in Hannover hat. Das Geschäftsmodell des Unternehmens ist nicht auf Werbung angewiesen und basiert nur auf Spenden und Premium-Abonnements.
Der Begriff Tuta leitet sich vom lateinischen tuta für sicher/geschützt ab.
Im März 2017 war im eigenen Blog von mehreren Millionen Benutzern weltweit die Rede.

## Funktionen
Tuta bietet Privatkunden kostenlos das Versenden und Empfangen von E-Mails an – verschlüsselt mittels symmetrischer (AES 128) und asymmetrischer Verschlüsselung (AES 128 / RSA 2048). Standards wie PGP werden nicht unterstützt, um nicht nur Inhalte der E-Mail zu verschlüsseln, sondern auch den Betreff und die Namen des Absenders („sender“) und der Empfänger („toRecipients“). Unverschlüsselt bleiben die E-Mail-Adressen und das Datum, an dem eine E-Mail empfangen oder gesendet wurde.
Die Verschlüsselung ist nicht verpflichtend; es können auch reguläre E-Mails versendet werden. Nutzer ohne Tuta-Konto können verschlüsselte Nachrichten mit einem Passwort im Webbrowser entsperren. Für zahlende Abonnenten und Unternehmenskunden stehen erweiterte Funktionen wie Unterstützung für eigene Domains (auch mit Catch-All-Weiterleitung) und Aliase zur Verfügung.
Darüber hinaus kann Tuta Kontakte verwalten. Auch diese werden verschlüsselt gespeichert.
Ein Kalender wurde im Juli 2019 hinzugefügt, Einladungen und weitere Funktionen folgten rund ein Jahr später.
Verschlüsselte Kontaktformulare und „Whitelabel“-Funktionen zur visuellen Anpassung der Benutzeroberfläche richten sich primär an Unternehmenskunden.
Clients für Android, iOS, Microsoft Windows, macOS und Linux sind verfügbar.

## Rechtliche Situation
Im Oktober 2018 forderte das Amtsgericht Itzehoe Tutanota auf, deutschen Strafverfolgungsbehörden nicht verschlüsselte Kopien von E-Mails mit strafrechtlich relevantem Inhalt zu übergeben.
Als Grund wurden über den Dienst versendete Erpressungsschreiben an mehrere deutsche Betriebe angegeben. Die Entwickler wurden durch ein Gerichtsurteil zur Herausgabe gezwungen und zur Zahlung einer Geldstrafe von 1000 Euro. E-Mails, welche zwischen Nutzern des Dienstes ausgetauscht werden, sind aufgrund der Ende-zu-Ende-Verschlüsselung nicht von der Maßnahme betroffen. Laut eigener Aussage auf der Plattform Reddit (der offiziellen Plattform zur Kommunikation mit den Nutzern) wurden im ersten Halbjahr 2019 vier solcher Gerichtsbeschlüsse mit Bezug zu schweren Kapitalverbrechen ausgestellt.
Im April 2020 kam es zu einem ähnlichen Fall, als ein Erpresser einen deutschen Lebensmittel-Konzern zur Zahlung einer größeren Geldsumme zwingen wollte. Ermittler im europäischen Ausland und die Staatsanwaltschaft Hannover wollten Tutanota zum Einbau einer Hintertür in die Verschlüsselung bewegen. Dies lehnten die Entwickler ab. Die Entscheidung bestätigte das Landgericht Hannover. Ein gegen Geschäftsführer Matthias Pfau verhängtes Ordnungsgeld musste nicht gezahlt werden.

## Vorfälle
Im Herbst 2020 war Tutanota Ziel vielfältiger größerer DDoS-Angriffe, wobei auch die DNS-Infrastruktur des Maildienstes angegriffen wurde.
Am 31. Mai 2022 wurden die Tutanota-Server erneut Opfer eines DDoS-Angriff. Der Maildienst war 20 Minuten unerreichbar.

## Rezeption
Tests des Anbieters fallen überwiegend positiv aus. Gelobt werden unter anderem die konsequente Verschlüsselung bei verhältnismäßig hoher Nutzerfreundlichkeit und Datensparsamkeit (bei der kostenlosen Registrierung werden keine personenbezogenen Daten wie Name oder Adresse erhoben). Bemängelt werden eine fehlende Kompatibilität zur PGP- oder S/MIME-Verschlüsselung.